# Ethel Gavin
Pour les articles homonymes, voir Gavin.
Ethel Gavin, née le 2 avril 1866 à Elgin, en Écosse et morte le 2 mars 1918 à Wimbledon, est une éducatrice et directrice d'école britannique. Elle dirige plusieurs écoles, notamment la Wimbledon High School et la Notting Hill High School.

## Biographie
Ethel Gavin naît à Elgin, en Écosse. Elle est la fille aînée de Mary Isabella Macandrew et John Gavin, ancien planteur de café à Ceylan. Elle fait ses études secondaires dans un pensionnat suisse, puis à partir de 14 ans, à l'école de filles de Maida Vale, à Londres. Elle poursuit ses études au Girton College de Cambridge en 1885, et passe les tripos de lettres classiques en 1888. Elle revient à Maida Vale en tant qu'enseignante la même année.
La Shrewsbury High School avait ouvert en tant qu'école de jour pour les filles en 1885. En 1893, Ethel Gavin en prend la direction, à l'âge de 27 ans. Puis elle succède en 1900 à Harriet Morant Jones comme principale de la Notting Hill School. En 1905, Ethel Gavin obtient un diplôme de maîtrise au Trinity College de Dublin en devenant l'une des « Steamboat ladies ». En effet, alors que les universités d'Oxford et de Cambridge autorisent les femmes à passer les examens, elles refusent de leur conférer des diplômes. Le Trinity College de Dublin quant à lui décide de décerner des diplômes à tout étudiant ayant réussi les examens de ces deux universités anglaises.
Elle est nommée directrice de la Wimbledon High School (en) en 1908, fonction qu'elle occupe jusqu'à sa mort en 1918. Elle y assure également des enseignements d'histoire, latin et d'instruction religieuse. Elle est détenue quelques semaines en Allemagne, au début de la Première Guerre mondiale, alors qu'elle faisait un séjour d'étude à Lichterfelde. Elle est active dans l'association des directrices d'écoles (la Headmistresses' Association devenue depuis la Headmasters' and Headmistresses' Conference) et membre de plusieurs conseils locaux relatifs à l'éducation, à Wimbledon et dans le comté de Surrey.
Elle meurt à Wimbledon, le 2 mars 1918, des suites d'un cancer.

## Hommages
Le Girton College décerne un prix Ethel Gavin. La bibliothèque de la Wimbledon High School porte son nom.